# Élégie en rouge
Élégie en rouge (赤色エレジー, Sekishoku Erejii) est un manga de Seiichi Hayashi publié dans Garo en 1970-1971 et édité en album par Shogakukan. L'OVA est sortie en 2007. La maison d'édition canadienne anglophone Drawn and Quarterly en a publié la première traduction en 2008. L'édition française a été publiée par Cornélius en 2010. En 1972, une chanson de Morio Agata inspirée par la bande dessinée s'est vendue à 290.000 exemplaires.
Inspiré par la Nouvelle Vague cinématographique française, Élégie en rouge est une des œuvres japonaises les plus importantes des années 1970.

## Documentation
- (en) Bill Randall, « Cruel Story of Youth », dans The Comics Journal n°292, Fantagraphics, octobre 2008, p. 230-235.
- Paul Gravett (dir.), « De 1970 à 1989 : Élégie en rouge », dans Les 1001 BD qu'il faut avoir lues dans sa vie, Flammarion, 2012 (ISBN 2081277735), p. 321.